# Zabirnia zigomala
Zabirnia zigomala är en fjärilsart som beskrevs av William Chapman Hewitson 1877. Zabirnia zigomala ingår i släktet Zabirnia och familjen praktfjärilar. Inga underarter finns listade i Catalogue of Life.